# Liste der maltesischen Abgeordneten zum EU-Parlament (2024–2029)
Die Liste der maltesischen Abgeordneten zum EU-Parlament (2024–2029) listet alle maltesischen Mitglieder des 10. Europäischen Parlaments nach der Europawahl in Malta 2024 auf.

## Aktuelle Mandatsstärke der Parteien
- S&D: 3
- EVP: 3

| Nationale Partei          | Mandate | Fraktion                                                                               |
| ------------------------- | ------- | -------------------------------------------------------------------------------------- |
| Partit Laburista (PL)     | 03      | Fraktion der Progressiven Allianz der Sozialdemokraten im Europäischen Parlament (S&D) |
| Partit Nazzjonalista (PN) | 03      | Fraktion der Europäischen Volkspartei (EVP)                                            |
| SUMME                     | 06      |                                                                                        |

## Abgeordnete
| Bild | Name              | geb. | MEP seit      | Partei | Fraktion | Kommentar |
| ---- | ----------------- | ---- | ------------- | ------ | -------- | --------- |
|      | Alex Agius Saliba | 1989 | 2. Juli 2019  | PL     | S&D      |           |
|      | Peter Agius       | 1979 | 16. Juli 2024 | PN     | EVP      |           |
|      | Daniel Attard     | 1992 | 16. Juli 2024 | PL     | S&D      |           |
|      | Thomas Bajada     | 1994 | 16. Juli 2024 | PL     | S&D      |           |
|      | David Casa        | 1968 | 20. Juli 2004 | PN     | EVP      |           |
|      | Roberta Metsola   | 1979 | 24. Apr. 2013 | PN     | EVP      |           |